# Kernkraftwerk Sanmen
Das Kernkraftwerk Sanmen ist ein Kernkraftwerk im Kreis Sanmen, bezirksfreie Stadt Taizhou, Provinz Zhejiang, Volksrepublik China, das am Ostchinesischen Meer liegt. Mit Stand August 2023 sind zwei Reaktorblöcke mit einer installierten Leistung von zusammen 2502 MW in Betrieb; zwei weitere Blöcke mit einer installierten Leistung von zusammen 2502 MW sind in Bau. 
Das Kraftwerk wird in drei Bauphasen errichtet; jede Phase besteht dabei aus der Errichtung von zwei Reaktorblöcken. Im Endausbau soll das Kraftwerk aus sechs Blöcken bestehen.

## Geschichte
Das Kraftwerksprojekt wurde 2004 genehmigt; es sollten Reaktoren der Generation III zum Einsatz kommen. Ein Memorandum of Understanding über eine Zusammenarbeit auf diesem Gebiet wurde zwischen China und den USA im Jahr 2006 unterzeichnet. Im Juli 2007 wurde ein Vertrag zwischen der chinesischen State Nuclear Power Technology Corporation und der Westinghouse Electric Company unterzeichnet, aufgrund dessen Westinghouse vier Reaktoren liefern würde; zwei für Sanmen und zwei weitere für das Kernkraftwerk Haiyang. Mit ersten Arbeiten auf der Baustelle wurde im Februar 2008 begonnen.

## Phase 1
Die Phase 1 umfasst die Errichtung von zwei Reaktorblöcken des Typs AP-1000. Die Kosten für die Errichtung der beiden Blöcke werden mit 40 Mrd. CNY (bzw. 5,88 oder 6,12 Mrd. USD) angegeben; frühere Kostenschätzungen beliefen sich auf 32,4 Mrd. CNY.

### Block 1
Der Block 1 verfügt über einen Druckwasserreaktor (DWR) vom Typ AP-1000 mit einer Netto- bzw. Bruttoleistung von 1157 bzw. 1251 MWe; seine thermische Leistung liegt bei 3400 MWt.
Das Ausschachten der Baugrube (Durchmesser 40 m und Tiefe 12 m) für den Block 1 wurde im September 2008 abgeschlossen. Mit dem Bau von Block 1 wurde am 19. April 2009 begonnen. Am 21. Juni 2018 erreichte der Reaktor erstmals die Kritikalität. Er wurde am 30. Juni 2018 mit dem Stromnetz synchronisiert und nahm am 21. September 2018 den kommerziellen Betrieb auf. Der Block 1 hat von 2018 bis Ende 2022 insgesamt 39,26 TWh Strom erzeugt; im Jahr 2021 erzielte er mit 8268 Betriebsstunden und einer Produktion von 9379,74 GWh sein bestes Ergebnis.
Der Reaktordruckbehälter (RDB) wurde von Doosan Heavy Industries & Construction im Juli 2011 geliefert; er hat eine Höhe von 12,2 m, einen Durchmesser von 4,5 m und wiegt 340 t (ohne Deckel). Der RDB ist für eine Betriebsdauer von 60 Jahren ausgelegt. Er ist mit vier Hauptkühlmittelpumpen verbunden, die von Curtiss-Wright geliefert wurden; jede der Pumpen hat eine Höhe von 6,9 m, einen Durchmesser von 1,5 m und wiegt 91 t.
Die Turbinen für die Blöcke 1 und 2 wurden von Mitsubishi Hitachi Power Systems (MHPS) geliefert; durch einen Technologietransfer wurde die Harbin Electric Corporation (HEC) am Bau der Turbinen beteiligt. Je ein Generator für die Blöcke 1 und 2 wurde von der Mitsubishi Electric Corporation bzw. von HEC geliefert.

### Block 2
Der Block 2 verfügt über einen DWR vom Typ AP-1000 mit einer Netto- bzw. Bruttoleistung von 1157 bzw. 1251 MWe; seine thermische Leistung liegt bei 3400 MWt.
Mit dem Bau von Block 2 wurde am 15. Dezember 2009 begonnen. Am 17. August 2018 erreichte der Reaktor erstmals die Kritikalität. Er wurde am 24. August 2018 mit dem Stromnetz synchronisiert und nahm am 5. November 2018 den kommerziellen Betrieb auf. Der Block 2 hat von 2018 bis Ende 2022 insgesamt 30,34 TWh Strom erzeugt; im Jahr 2022 erzielte er mit 8087 Betriebsstunden und einer Produktion von 9254,09 GWh sein bestes Ergebnis.
Der RDB wurde von China First Heavy Industries geliefert.
Am 1. April 2019 gab Curtiss-Wright bekannt, dass ein Fehler in einer der Hauptkühlmittelpumpen aufgetreten sei und dass sich die Pumpe daraufhin abgeschaltet hätte. Nachdem die Fehlerursache gefunden war, wurde die Pumpe ersetzt und der Block 2 konnte am 28. November 2019 erneut mit dem Stromnetz synchronisiert werden.

## Phase 2
Die Phase 2 umfasst die Errichtung von zwei Reaktorblöcken des Typs CAP1000. Im April 2022 gab der Staatsrat der Volksrepublik China seine Zustimmung zum Bau der beiden Blöcke.

### Block 3
Der Block 3 verfügt über einen DWR vom Typ CAP1000 mit einer Netto- bzw. Bruttoleistung von 1163 bzw. 1251 MWe; seine thermische Leistung liegt bei 3400 MWt.
Mit dem Bau von Block 3 wurde am 28. Juni 2022 begonnen.

### Block 4
Der Block 4 verfügt über einen DWR vom Typ CAP1000 mit einer Netto- bzw. Bruttoleistung von 1163 bzw. 1251 MWe; seine thermische Leistung liegt bei 3400 MWt.
Mit dem Bau von Block 4 wurde am 22. März 2023 begonnen.

## Eigentümer
Die Blöcke 1 und 2 sind im Besitz der Sanmen Nuclear Power Co., Ltd. (SNPC) und werden auch von SNPC betrieben. Der Block 3 ist im Besitz der China National Nuclear Corporation (CNNC) und wird von SNPC betrieben.
An SNPC sind CNNC mit 51 %, die Zhejiang Energy Company mit 20 %, die China Electricity Investment Nuclear Power Company mit 14 %, die China Huadian Company mit 10 % und die China Nuclear Engineering and Construction mit 5 % beteiligt.

## Daten der Reaktorblöcke
Das Kernkraftwerk Sanmen hat vier Blöcke (Quelle: IAEA, Stand: August 2023):
| Block | Reaktortyp | Modell  | Status     | Netto- leistung in MWe (Design) | Brutto- leistung in MWe | Therm. Leistung in MWt | Baubeginn  | Erste Kritikalität | Erste Netzsyn- chronisation | Kommer- zieller Betrieb | Abschal- tung | Einspeisung in TWh |
| ----- | ---------- | ------- | ---------- | ------------------------------- | ----------------------- | ---------------------- | ---------- | ------------------ | --------------------------- | ----------------------- | ------------- | ------------------ |
| 1     | PWR        | AP-1000 | In Betrieb | 1157                            | 1251                    | 3400                   | 19.04.2009 | 21.06.2018         | 30.06.2018                  | 21.09.2018              | –             | 39,26              |
| 2     | PWR        | AP-1000 | In Betrieb | 1157                            | 1251                    | 3400                   | 15.12.2009 | 17.08.2018         | 24.08.2018                  | 05.11.2018              | –             | 30,34              |
| 3     | PWR        | CAP1000 | In Bau     | 1163                            | 1251                    | 3400                   | 28.06.2022 | –                  | –                           | –                       | –             | –                  |
| 4     | PWR        | CAP1000 | In Bau     | 1163                            | 1251                    | 3400                   | 22.03.2023 | –                  | –                           | –                       | –             | –                  |